# 4ª edizione dei Directors Guild of America Award
La 4ª edizione dei Directors Guild of America Award si è tenuta nel corso del 1952 e ha premiato il migliore regista cinematografico del 1951.

## Cinema
- George Stevens – Un posto al sole (A Place in the Sun)
- László Benedek – Morte di un commesso viaggiatore (Death of a Salesman)
- Michael Gordon – Cirano di Bergerac (Cyrano de Bergerac)
- Alfred Hitchcock – L'altro uomo (Strangers on a Train)
- Elia Kazan – Un tram che si chiama Desiderio (A Streetcar named Desire)
- Henry King – Davide e Betsabea (David and Bathsheba)
- Mervyn LeRoy – Quo vadis
- Anatole Litvak – I dannati (Decision Before Dawn)
- Vincente Minnelli – Un americano a Parigi (An American in Paris)
- George Sidney – Show Boat
- Richard Thorpe – Il grande Caruso (The Great Caruso)
- William Wyler – Pietà per i giusti (Detective Story)

## Premi speciali

### Premio per il membro onorario
- Louis B. Mayer